# Ordine al merito militare di Baviera
L'ordine al merito militare di Baviera (Bayerische Militär-Verdienstorden) fu un ordine cavalleresco-militare bavarese fondato il 19 luglio 1866 dal re Ludovico II di Baviera. Esso era l'onorificenza concessa dal re per atti di coraggio e costituiva la medaglia al merito per gli ufficiali, ma anche i civili vi erano ammessi. A livello di precedenza, l'ordine era inferiore all'Ordine militare di Massimiliano Giuseppe, che era la più alta onorificenza del regno di Baviera.

## Descrizione
La medaglia dell'ordine consisteva in una croce maltese smaltata di blu con al centro un medaglione. Su diverse medaglie (su tutte a partire dal 1905) si trovavano anche delle fiamme dorate (argentate per la IV classe dal 1905). Al diritto il medaglione riportava in oro la lettera "L" (monogramma del fondatore Luigi II) su sfondo nero, attorniata dalla scritta MERENTI in una fascia di smalto bianco circolare al medaglione stesso. Sul retro si trovava in centro al medaglione il leone bavarese d'oro attorniato dalla fascia bianca con incisa in oro la data di fondazione dell'ordine "1866".

## Classi
Con il 1905, l'ordine venne ampliato ulteriormente e vennero create nuove classi, che aggiunte alle classiche tre, andarono a formare le seguenti:
- Gran croce (Großkreuz)
- Cavaliere di I classe
- Cavaliere di II classe
- Ufficiale (Offizier)
- Cavaliere di III classe
- Cavaliere di IV classe

Dal momento che l'ordine era prevalentemente concesso per meriti di guerra, parallelamente a quella ufficiale, si sviluppò un'ulteriore suddivisione in classi di merito a seconda dei gradi d'esercito dei premiati.
Le insegne erano sormontate da due spade incrociate oppure godevano del privilegio di portare una placca a stella o ancora di portare una corona sulla medaglia, a seconda dei casi.
- Gran croce con spade: feldmarescialli, colonnelli generali, generali
- Cavaliere di I classe con spade: generali, luogotenenti generali
- Cavaliere di II classe con stella e spade: luogotenenti generali, maggiori generali che avessero ricevuto l'onorificenza precedente
- Cavaliere di II classe con spade: maggiori generali
- Ufficiale con spade: colonnelli, luogotenenti colonnelli
- Cavaliere di III classe con corona e spade: colonnelli, luogotenenti colonnelli
- Cavaliere di III classe con spade: luogotenenti colonnelli, maggiori
- Cavaliere di IV classe con corona e spade: maggiori, capitani, luogotenenti che avessero già ricevuto l'onorificenza precedente
- Cavaliere di IV classe con spade: capitani, luogotenenti

Infine vi era la Croce al merito militare di Baviera, per premiare tutti i sottufficiali e soldati non citati. Questa era l'equivalente della Croce di Ferro prussiana ed aveva gradi propri distinguibili in:
- Croce di I classe con corona e spade
- Croce di I classe con spade
- Croce di I classe
- Croce di II classe con corona e spade
- Croce di II classe con spade
- Croce di II classe
- Croce di III classe con corona e spade
- Croce di III classe con spade
- Croce di III classe

## Insigniti notabili
- Leopoldo di Baviera, reggente - Gran croce nella guerra austro-prussiana del 1866.
- Luigi III di Baviera - Croce di I classe come luogotenente nella guerra austro-prussiana.
- Leopoldo di Baviera - Gran Croce nel 1917 come feldmaresciallo nella prima guerra mondiale.
- Rupprecht di Baviera - Gran Croce nel 1917 come feldmaresciallo nella prima guerra mondiale.
- Otto von Below - Generale prussiano, I classe nel 1915.
- Karl Bodenschatz - Aiutante di campo di Manfred von Richthofen nella prima guerra mondiale, IV classe con spade.
- Jakob Ritter von Danner - Ufficiale bavarese; croce da ufficiale nella prima guerra mondiale.
- Erich von Falkenhayn - Generale prussiano e capo dello staff generale; gran croce con spade nel 1915.
- Robert Ritter von Greim - Pilota bavarese, poi feldmaresciallo della Luftwaffe; ricevette la IV classe con corona e spade nel 1917.
- Wilhelm Groener - Ufficiale prussiano, ministro della difesa della Germania (1928-32); croce di ufficiale con spade nel 1914.
- Franz Halder - Ufficiale bavarese, poi capo dello staff generale della Germania nella seconda guerra mondiale; IV classe con corona e spade nella prima guerra mondiale.
- Kurt von Hammerstein-Equord - Capo dell'armata (Heeresleitung) della Repubblica di Weimar; IV classe con spade nella prima guerra mondiale.
- Gottlieb Graf von Haeseler - Feldmaresciallo tedesco, Cavaliere di Gran Croce
- Franz Ritter von Hipper - Ammiraglio bavarese; II classe con stella e spade nel 1915.
- Max Hoffmann - Ufficiale prussiano e stratega della prima guerra mondiale; croce da ufficiale con spade nel 1916.
- Max Immelmann - Pilota tedesco; IV classe con spade nella prima guerra mondiale.
- Friedrich Freiherr Kress von Kressenstein - Generale bavarese e comandante delle forze ottomane nella prima guerra mondiale; croce da ufficiale nel 1916.
- Wilhelm Ritter von Leeb - Ufficiale bavarese, feldmaresciallo nella seconda guerra mondiale; III classe con spade nel 1917.
- Fritz von Loßberg - Ufficiale prussiano e stratega; III classe con spade nel 1914.
- August von Mackensen - Generale prussiano, poi feldmaresciallo; gran croce con spade nel 1915
- Hans von Seeckt - Ufficiale prussiano e capo dell'Heeresleitung; II classe con spade e stella nel 1916.
- Wilhelm Ritter von Thoma - Ufficiale bavarese e generale della seconda guerra mondiale; IV classe con spade nella prima guerra mondiale.
- Sepp Dietrich - Croce di III classe con spade; soldato bavarese poi generale delle SS Waffen.
- Theodor Eicke - Croce di II classe; soldato bavarese; poi SS Obergruppenführer e ispettore dei campi di concentramento nazisti
- Adolf Hitler - Croce di III classe con spade; soldato bavarese e successivamente dittatore del III Reich.
- Otto Kissenberth - Croce di II classe con spade; pilota tedesco della prima guerra mondiale.
- Max Ritter von Müller - Croce di III classe con corona e spade; pilota tedesco della prima guerra mondiale.